# 新移動通訊

改名前命名為新世界傳動網

新移動通訊有限公司（英文：Sun Mobile Limited）是香港一家流動通訊服務品牌，走大眾化市場路線，主力發展4G服務，在香港目前共有82間門市（13間位於香港島、27間位於九龍、42間位於新界）。

## 歷史
- 公司於1997年8月成立，原屬新世界移動控股有限公司（新移動，港交所：0862）旗下的新世界流動電話有限公司所有，透過PCS網絡（即GSM-1800）在香港提供流動電話網絡服務，曾使用「PCS 009」為品牌名稱。2003年11月，其流動增值服務易名為「M記」，其後推出以年青人為主的手機增值服務，包括Twins等英皇娛樂旗下藝人作為主題的娛樂資訊服務「Twins Mobile」及「星Mobile」。新世界傳動網的廣告宣傳曾獲得多個獎項。

2006年3月，新世界流動電話有限公司與香港流動通訊有限公司（CSL）完成合併。新世界傳動網成為香港流動通訊有限公司旗下流動網絡服務品牌（其餘兩個品牌為1010及One2Free），而該公司是澳洲電訊（Telstra）及新世界移動控股有限公司之合營公司CSL New World Mobility Group。同年11月22日，新世界移動控股有限公司將其持有的CSL New World Mobility Group共23.6%股權悉數售予新世界發展。
- 2008年10月15日，香港流動通訊有限公司（CSL）與電訊數碼移動有限公司（電訊數碼）成立合營公司新世界傳動網有限公司（New World Mobility Limited）。總經理 黃卓豪 Tony Wong 由香港流動通訊有限公司（CSL）調職至新世界傳動網有限公司。
- 2009年3月9日，推出品牌新世界傳動網提供流動通訊服務。
- 2011年12月11日，推出全新低價格「隨意用系列」數據服務計劃。

2014年5月起，香港電訊成功收購香港流動通訊有限公司，香港電訊旗下持六成股權，電訊數碼繼續持有其四成股權。同年9月25日起，新世界傳動網有限公司（New World Mobility）改名為新移動通訊有限公司（SUN Mobile）。

## 服務計劃
新移動通訊有限公司（SUN Mobile）的定位以低價作招徠。由於新移動通訊有限公司（SUN Mobile）與csl.及1010同屬母公司電訊盈科，故此所有新移動通訊有限公司（SUN Mobile）的客戶均可免費發送短訊至csl.及1010網絡用戶（網內短訊）。

### 2G計劃
新移動通訊有限公司（SUN Mobile）是現時少數尚有提供純2G語音通話計劃的電訊商之一（其他尚有此類的電訊商包括有數碼通及中國移動香港），但因其設有特低用量計劃及收費最為低廉，故此吸引不少低用量用戶選用。此等計劃在2013年10月加價。
- $34元（已包行政費）：全基本300分鐘[2]
- $41元（已包行政費）：全基本1200分鐘[2]
- $68元（豁免行政費）：全基本2300分鐘[2]

2014年11月1日起，流動通訊服務牌照及行政費將會調整至每月$18。

### 4G任用計劃
2011年4月28日，新世界傳動網推出了2G（EDGE）無限數據上網服務，是繼中國移動香港後第二家提供廉價無限上網的公司；同年12月8日再將網絡升級，成為香港首間提供3G限速不限量上網服務的公司，其低廉收費隨即吸引不少人轉台。由於此計劃成功吸引大量客戶，其後3香港及數碼通均推出類似的月費計劃吸客。
而中國移動香港雖然是最早推出低速不限量的公司，但早前推出的只是EDGE網絡無限上網，自新移動通訊有限公司（SUN Mobile）於12月更新系統至3G後顧客人數一直下跌。為了重新吸收舊客，在不擁有香港3G牌照下以租用PCCW Mobile的3G網絡方式來提供此類月費計劃，以加強競爭力。
數碼通總裁黎大鈞曾指，此類計劃開拓了以往市場較少接觸的低用量新客群市場。
- 「隨意用」任用數據服務:$96（已包行政費）:無限數據(首3GB：最高下載速度為384 kbps，其後用量：流動數據傳輸速度將會被降低及限制，但上載及下載速度不會被施加限制低於128kbps。)及全基本1700分鐘，60個多媒體短訊（MMS），上網速度上限為384kbps(首2GB)。csl. Wi-Fi、來電接承組合、留言信箱、來電顯示、來電待接及電話會議服務已包括在內。合約年期為一年。

2014年11月1日起，流動通訊服務牌照及行政費將會調整至每月$18。
2015年2月27日日起，更新系統至4G，成為香港首間提供4G限速不限量上網服務的公司。
新移動通訊有限公司（SUN Mobile）有時在節日中更會回贈不同的現金劵予新上台的客戶（如在2013年新年期間新上台客戶回贈$100惠康禮劵及2張「百星酒店戲票」），故令其計劃更顯吸引。
儘管其他電訊商相繼推出如出一轍的基本3G/4G計劃，但由於其服務最為寬鬆，尤其可以作熱點分享（Tethering）（雖然官方指為維持網絡負荷正常，並不鼓勵此做法），及無硬性規定付費方法，使得一些用戶仍然以新移動通訊有限公司（SUN Mobile）的基本3G/4G計劃戶作首選。
2016年11月5日，新移動通訊有限公司（SUN Mobile）正式公佈推出 VoLTE 語音服務，用戶可免費升級使用。享受到高速的話音通話接駁服務及清晰的視像通話。

### 4G計劃
2013年10月，新移動通訊有限公司（SUN Mobile）推出了限速限量4G計劃，稱為4G Lite計劃。
- $100（已包行政費）：1GB數據及全基本2500分鐘，上網速度上限為1Mbps。合約年期為一年。
- $150（已包行政費）：2GB數據及全基本2500分鐘，上網速度上限為2Mbps。合約年期為一年。
- $200（已包行政費）：3GB數據及全基本3500分鐘，上網速度上限為3Mbps。合約年期為一年。

2014年11月1日起，流動通訊服務牌照及行政費將會調整至每月$18。
2014年12月5日起，4G Lite計劃被42Mbps數據服務計劃取代。
- $146（已包行政費）：1GB數據及全基本2500分鐘，上網速度上限為42Mbps。合約年期為一年。
- $196（已包行政費）：3GB數據及全基本3000分鐘，上網速度上限為42Mbps。合約年期為一年。
- $256（已包行政費）：6GB數據及全基本3500分鐘，上網速度上限為42Mbps。合約年期為一年。

## 軼事
2007年7月4日，新世界傳動網在中環、灣仔、尖沙咀、旺角、上水、元朗等16家分店遭人淋紅油及白油破壞。香港警方已列入刑事毀壞案，由西九龍總區重案組接手調查。